# Сліпець понтичний
Сліпець понтичний (Nannospalax leucodon) — вид роду сліпець (Nannospalax) родини сліпакові (Spalacidae). Раритетний вид, занесений до Червоної книги України та інших природоохоронних документів.

## Синонімія
у працях стосовно території України вид фігурує під дуже різними назвами :
- латиною: Spalax typhlus leucodon Nordmann, 1840 (typ. loc.: Одеса). Spalax (Macrospalax) hungaricus Nehring; Spalax monticola Nehring; Spalax leucodon; Microspalax leucodon; Nannospalax leucodon;
- українські назви: сліпець угорський; сліпак понтичний; сліпак середній; сліпак малий; сліпак гірський; сліпак білозубий. Назва "понтичний" вперше вжита в огляді О. Мигуліна (1938) і відновлена у огляді таксономії сліпаків України 2009 року (loc. cit.).

## Морфологічні ознаки
Невеликі звірки, завдовжки до 20 сантиметрів. Спина їхня вохристо-бура, забарвлення хутра на череві — темно-сіре.

## Особливості біології
Великі любителі цибулькових рослин. Тому й нори свої прокладають у гірських степах, де живляться коренеплодами. Добре пристосований до районів з несуцільною ріллею, зокрема, до околиць сіл і дачних селищ. Зокрема, вид дотепер є доволі чисельним на Буковині й на Одещині, де завдає багато клопоту господарям присадибних ділянок.

## Охорона
На більшій частині ареалу стан природних популяцій виду залишається більш-менш стабільним. Саме тому він, згідно Червоного списку МСОП, отримав охоронну категорію «відносно благополучний вид». Але в окремих регіонах спостерігається тенденція до зниження чисельності популяції виду. Тому сліпак понтичний занесений до Європейського Червоного списку (охоронна категорія: невизначений вид). Трапляється на кількох природно-заповідних територіях.
Вид занесений до всіх видань Червоної книги України (1980, 1994, 2009, 2021) на підставі переважно обмеженого поширення і абсолютно низької чисельності (охоронна категорія: «вразливий вид»).